# Franco Biondi Santi
Franco Biondi Santi (Montalcino, 11 gennaio 1922 – 8 aprile 2013) è stato un imprenditore italiano.

## Biografia
Rinomato produttore vinicolo, è conosciuto per la produzione del Brunello di Montalcino un vino rosso prodotto solo a Montalcino in Toscana. Si laureò presso l'Università di Perugia in Scienze Agrarie nel 1948, il che gli valse il soprannome il Dottore in un'epoca in cui era inusuale per un produttore di vino essere laureato. Un altro soprannome che acquisì nel corso degli anni è legato a come lo definì Kerin O'Keefe nel titolo della biografia a lui dedicata pubblicata da Luigi Veronelli nel 2004: il gentleman del Brunello.
La prima menzione del vino Brunello risale al 1869, quando il trisnonno Clemente Santi vinse due medaglie d'argento per il "vino scelto rosso (brunello) del 1865" alla fiera agricola di Montepulciano. Franco imparò le tecniche della vinificazione dal padre Tancredi, uno degli enologi italiani più celebrati, e quando ereditò la tenuta della famiglia Greppo nel 1970 rimase fedele alla tradizione di suo padre ma cercò nel contempo di migliorare la qualità. Nel medesimo anno Franco iniziò anche una collaborazione con l'Università di Firenze per selezionare i migliori cloni di Sangiovese presenti nella sua tenuta, che lo portò a isolarne alcuni tra cui il BBS/11, che attualmente rappresenta circa la metà della superficie vitata del Greppo.
Il 28 settembre 1994 Franco organizza, in occasione del centenario della cantina, una delle verticali più memorabili: di fronte a 16 dei più autorevoli critici enologici del mondo, vengono aperte 15 annate di Brunello Riserva, dal 1888 al 1988, anche per dimostrare come lo stile tradizionale del loro Brunello potesse vantare vini longevi, anche se prodotti con Sangiovese in purezza.
Anche se i suoi vini hanno sempre goduto di grande popolarità e riconoscimenti, è stato considerato da alcuni critici "...come un vecchio parruccone, un passatista, un uomo incapace di comprendere il presente e la necessità, per il Brunello, di evolvere e di allinearsi alle esigenze del consumatore tipo di oggi, (che non ha tempo da perdere per aspettare che un Brunello maturi pazientemente in cantina e che quando ne acquista una bottiglia è generalmente per stapparla subito)." Negli ultimi anni della sua vita ha avuto, tuttavia, la soddisfazione di vedere i meriti dei suoi vini riconosciuti anche da chi precedentemente non li apprezzava.
Alla sua morte l'impresa passa ai figli Jacopo e Alessandra.